# Maite Zumelzú
Maite Zumelzú (Buenos Aires, 26 de mayo de 1975) es una actriz argentina de televisión, cine y teatro que se ha destacado por sus composiciones actorales en series y telenovelas. Entre sus interpretaciones más destacadas se encuentran las de Alén, luz de luna, Herederos del poder, La ley del amor, el unitario Viento Sur (por la cual obtuvo una nominación al Premio Martín Fierro) y Taxxi, amores cruzados, entre otras.
Por su último trabajo en 2017 componiendo a la villana de la novela Por amarte así emitida en las tardes de Telefe obtuvo recientemente el prestigioso y tradicional Premio Martín Fierro, el primero de su carrera, como Mejor Actriz de Reparto.

## Filmografía
| Año  | Título            | Personaje       | Dirección                     | Notas        |
| ---- | ----------------- | --------------- | ----------------------------- | ------------ |
| 2003 | Whisky Romeo Zulu | Rubia infernal  | Enrique Piñeyro               |              |
| 2003 | Cleopatra         | Reportera       | Eduardo Mignogna              |              |
| 2007 | La señal          | Novia Perturato | Ricardo Darín & Martín Hodara |              |
| 2009 | Aporia            | Ofelia          | Rodolfo Carnevale             | Mediometraje |
| 2012 | El pozo           | Rosario         | Rodolfo Carnevale             |              |
| 2013 | Daemonium         | Diana Montalbán | Juan Pablo Parés              |              |

## Televisión
| Año       | Título                        | Personaje | Canal                        |
| --------- | ----------------------------- | --- | ---------------------------- |
| 1993      | Son de Diez                   | - | Canal 13                     |
| 1993      | Celeste siempre Celeste       | - | Telefe                       |
| 1993      | Cartas de amor en cassette    | - | ATC                          |
| 1994      | El día que me quieras         | - | Canal 13                     |
| 1994      | Aprender a volar              | Gloria | Canal 13                     |
| 1994      | Cara bonita                   | Blanquita | Telefe                       |
| 1994      | Teatro como en el Teatro      | Teresa (Ep: “Todos somos iguales”) Valentina (Ep: “Una mujer fantasiosa”)                                                                                                   | América TV                   |
| 1994      | La familia Benvenuto          | Mara | Telefe                       |
| 1995      | Son de diez                   | Maru | Canal 13                     |
| 1996      | Alén, luz de luna             | Patricia Gallardo | Canal 13                     |
| 1997      | Paloma                        | Clara | Canal 9                      |
| 1997      | Herederos del poder           | Verónica Fassi | Canal 9                      |
| 1998      | De la nuca                    | Silvina | Canal 9                      |
| 1998      | Muñeca brava                  | Loly | Telefe                       |
| 1998      | Chica cósmica                 | Greta Ibáñez | América TV                   |
| 1998      | My Lady                       | Gloria Oliver | Telefe                       |
| 1999      | Mamitas                       | Necchi | Canal 9                      |
| 1999      | Campeones de la vida          | Bibiana | Canal 13                     |
| 1999      | Los médicos II                | - | Canal 13                     |
| 2001      | Código negro                  | Sabrina Torres | Canal 7                      |
| 2002      | 1000 millones                 | Verónica | Canal 13                     |
| 2003      | Rincón de luz                 | Melina Villafañe | Canal 9                      |
| 2004      | Los Roldán                    | Gabriela | Telefe                       |
| 2004      | El deseo                      | Sra. Copello | Telefe                       |
| 2004      | Locas de amor                 | - | Canal 13                     |
| 2004      | Los machos                    | Conductora de TV | América TV                   |
| 2005      | De la cama al living          | Pato | Canal 7                      |
| 2005      | De gira                       | Bibi | Canal 7                      |
| 2005      | ¿Quién es el jefe?            | Tamara (Ep: “El potro del mes”) | Telefe                       |
| 2005      | Amarte así                    | Matilde Vélez | Telemundo                    |
| 2005      | El patrón de la vereda        | Candela | América TV                   |
| 2005–2006 | Un cortado, historias de café | Lola (Ep: “Trampas”) Gaby (Ep: “Despedida de soltera”) | Canal 7                      |
| 2006      | Sobre ruedas                  | Andrea (Ep: “Subí que te llevo”) | Canal 7                      |
| 2006      | Se dice amor                  | Inés Benavente | Telefe                       |
| 2006      | Juanita, la soltera           | Rosario Del Cerro | Canal 13                     |
| 2006      | Amo de casa                   | Lila | Canal 9                      |
| 2007      | La ley del amor               | Silvina | Telefe                       |
| 2007      | Amor mío                      | - | Canal de las Estrellas       |
| 2013–2014 | Taxxi, amores cruzados        | Helena Sorrento | Telefe                       |
| 2014      | Viento Sur                    | Leticia Jurado (Ep: “La Maestra”) Estela Roberts (Ep: “La Viuda”) Etta Place (Ep: “Los Rapiña”) Herminia Williams (Ep: “La Máscara”) Myrcella Karnstein (Ep: “Viento Rojo”) | América TV                   |
| 2015      | Pan y vino                    | Florencia Pietro | América TV                   |
| 2016–2017 | Por amarte así                | Malvina Ponce | Telefé / Telefé Int          |
| 2018      | La Caída                      | Bimbi | Televisión Pública Argentina |

## Teatro comercial
| Año       | Obra            | Personaje | Sala                           |
| --------- | --------------- | --------- | ------------------------------ |
| 2000      | Boeing Boeing   | Judith    | Gira por interior              |
| 2015/2016 | Espíritu Infiel | Lucy      | Teatro Neptuno - Mar del Plata |

## Premios y nominaciones
| Año  | Premio                          | Categoría                                                        | Resultado |
| ---- | ------------------------------- | ---------------------------------------------------------------- | --------- |
| 2014 | Premios Nuevas Miradas en la Tv | Mejor actriz de unitario y/o miniserie (Viento Sur)              | Nominada  |
| 2015 | Premios Martín Fierro           | Mejor actriz protagonista de unitario y/o miniserie (Viento Sur) | Nominada  |
| 2017 | Premios Martín Fierro           | Mejor actriz de reparto (Por amarte así)                         | Ganadora  |